# Ruth en Boaz
Ruth en Boaz is een schilderij van de Noord-Nederlandse schilder Nicolaes Berchem in het Rijksmuseum in Amsterdam.

## Voorstelling
Het stelt een heuvelachtig landschap voor waarin landlieden bezig zijn graan te oogsten. Op de voorgrond zit een vrouw op haar knieën te luisteren naar een oudere man, die naast haar staat. De man draagt niet-eigentijdse kleding en is bedoeld als Boaz, een figuur uit het Bijbelboek Ruth. De vrouw die aandachtig naar hem luistert is de weduwe Ruth, die zich op dat moment inzet om Juda, het land van haar schoonmoeder Naomi, dat net een zware hongersnood heeft gehad, te helpen met de graanoogst. Boaz is hier zo van onder de indruk dat hij haar eerst te hulp schiet bij de oogst en haar vervolgens trouwt.

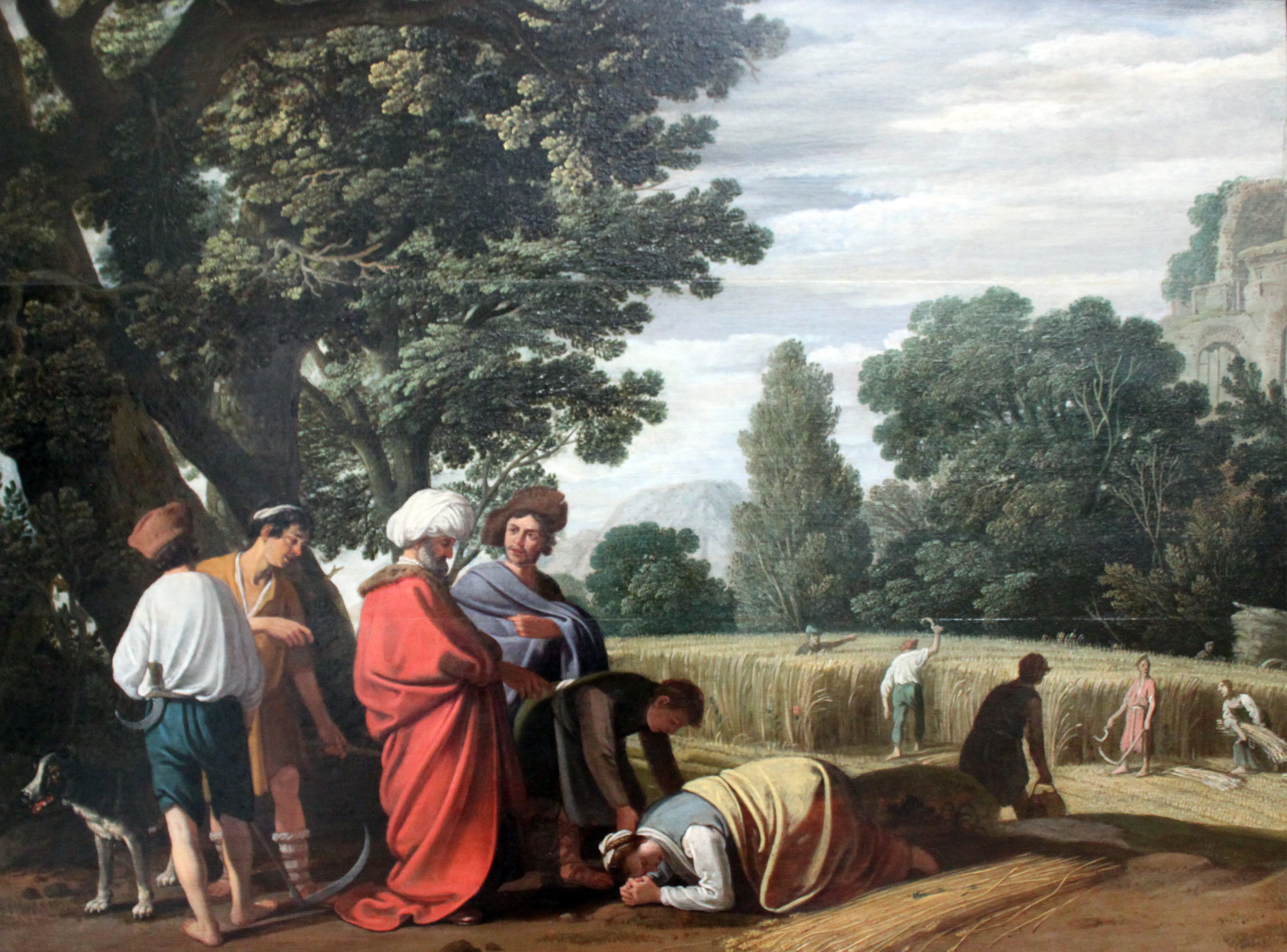
Nicolaes Moeyaert. Ruth en Boaz. 1628. Berlijn, Staatliche Museen zu Berlin, Gemäldegalerie.

Het schilderij is duidelijk op Italië geïnspireerd. De schilder, Nicolaes Berchem, is een van de bekendste Italianisanten uit de Noordelijke Nederlanden. Het is echter niet zeker of hij ook daadwerkelijk ooit in Italië is geweest. Mogelijk diende het werk Ruth en Boaz van zijn leermeester Nicolaes Moeyaert als uitgangspunt van dit schilderij.

## Toeschrijving
Het schilderij is linksonder gesigneerd ‘NClBerighem’.

## Herkomst
Het werk wordt voor het eerst gesignaleerd op de veiling van ‘den Heere Van Zwieten’ (mogelijk Gerard Bicker van Swieten (II) (1687-1753)) op 12 april 1741 en volgende dagen bij een onbekend veilinghuis in Den Haag. De koper was vermoedelijk de Haagse kunstverzamelaar Hendrik van Heteren. Toen hij in 1749 overleed liet hij het werk na aan zijn zoon Adriaan Leonard van Heteren, die het op zijn beurt naliet aan zijn achterneef en erfgenaam Adriaan Leonard van Heteren Gevers. Deze laatste verkocht het werk op 8 juni 1809 samen met 135 andere schilderijen, bekend als het Kabinet Van Heteren Gevers, aan het Rijksmuseum.